# 上野紀子
上野 紀子（うえの のりこ、1940年9月29日 - 2019年2月28日）は、日本の絵本作家、画家。本名は中江紀子。

## 略歴
埼玉県生まれ。日本大学藝術学部美術学科。1973年『ＥＬＥＰＨＡＮＴ　ＢＵＴＴＯＮＳ』でデビュー。大学の同級生・中江嘉男（なかえよしを）と結婚し、中江が文、上野が絵を描いて絵本を合作。1975年、ねずみくんシリーズの第1作となる『ねずみくんのチョッキ』で講談社出版文化賞受賞。1987年『いたずらララちゃん』で絵本にっぽん賞、2005年中江とともに巖谷小波文芸賞受賞。
中江のほか、あまんきみこ、舟崎靖子などの作品にも挿絵を描く。挿絵の代表作として、あまんきみこ『ちいちゃんのかげおくり』（あかね書房 1982）などがある。

## 作品
（ねずみくん）以外
- 『くろぼうしちゃん』文化出版局 1974
- 『ぞうのボタン』うえののりこ 冨山房 1975

### 中江との共作
- 『小宇宙 鏡の淵のアリス』中江嘉男 河出書房新社 1974
- なかえよしを上野紀子の絵本 ポプラ社

『絵本のなかへ』1975
『クリスマス・クリスマス』1975
『メリーゴーランド』1975
- 『紐育の国のアリス』文:滝口修造 写真:中江嘉男 絵:上野 河出書房新社 1975
- 『迷いこんだ動物たち』偕成社 1975
- 『赤ちゃんの国の王子さま』偕成社 1976
- 『赤ちゃんの国のおかあさん』偕成社 1976
- 『赤ちゃんの国の冒険』偕成社 1976
- 『つぎはぎ天使アップリちゃん』ポプラ社 1976
- 『ぼくのうちどこ』ポプラ社 1976
- 『まどべのおきゃくさま』文研出版 1976
- 『メルヘンの国』ポプラ社 1976
- 『ぎったんばっこん』文化出版局 1977
- 『上野紀子』なかえよしを編 すばる書房 すばるの絵文庫 絵本作家文庫 1977
- 『くるりんこん』文化出版局 1977
- 『風のメルヘン』ポプラ社 1978
- 『さようならうさぎさん』講談社 1978
- 『じどうしゃダダくん』ポプラ社 1978
- 『小っちゃな魔法使い』サンリオ 1978
- 『扉の国』中江嘉男 偕成社 1978
- 『のんびりきかんしゃポーくん』佼成出版社 1978

『のんびりきかんしゃポーくんとサーカス』佼成出版社 2008
- 『星のきかんしゃ』ポプラ社 1978
- 『わたしと魔術師』エイプリル・ミュージック 1978
- 『あそびにきてください』ポプラ社 1979
- 『あみものライオン』絵本館 1979
- 『スカンクくん登場』CBS・ソニー出版 1979
- 『猫と星のおはなし』偕成社 1979
- 『ねこのジョン』金の星社 1979
- 『のらねこの詩』偕成社 1979
- 『ひこうきピコタン』ポプラ社 1979
- 『いないいないバー』金の星社 1980
- 『絵本の作りかた』ポプラ社 1980
- 『おくちはどーこ』金の星社 1980
- 『おつむてんてん』金の星社 1980
- 『まほうつかいになれますよ』金の星社 1980
- 『まほうのぼうし』偕成社 1980
- 『宇宙遊星間旅行』中江嘉男作 偕成社 1981
- 『おきゃくさんだーれ』金の星社 1981
- 『55階のねこ』佼成出版社 1981
- 『うさぎのおとぎばなし』白泉社 1982
- 『ことりとねこのものがたり』金の星社 1982
- 『ひねくれとんぼ』金の星社 1982
- 『あいうえおめめのあおいねこ ことばさがし絵本』リブロポート 1983
- 『あきちゃんのとけい』PHP研究所 1983
- 『てっちゃんのつばさ』白泉社 1983
- 『ねこかもね』文研出版 1983
- 『のうさぎとねこのポテ』ポプラ社 1984
- 『あかちゃんのずかん』グランまま社 1985
- 『こねこはどーこ?』偕成社 1985
- 『ねことこうまのものがたり』金の星社 1985
- 『いたずらララちゃん』ポプラ社 1986
- 『プッチン』講談社 1986
- 『ねころんでるのだーれ どうぶつことばあそびえほん』サンリード 1987
- 『青い風のおもいで』佼成出版社 1988
- 『こねこのクリスマス』教育画劇 1988
- 『空からきたねこ』佼成出版社 1989
- 『色の絵本 ねずみいろのねこ』秋書房 1990
- 『哲学する赤ちゃん』秋書房 1990　ポプラ社 2009
- 『ねずみのきょうだい』ひさかたチャイルド 1990
- 『あれ、なーんだ?』婦人生活社 ベビーエイジ赤ちゃん絵本 1992
- 『おかあさん』婦人生活社 ベビーエイジ赤ちゃん絵本 1992
- 『七・五・三きょうだい 七五三のおはなし』教育画劇 行事のえほん 1992
- 『ペンギン博士』くもん出版 1992
- 『あかちゃんのずかん』グランまま社 1994
- 『チコ アニミズム会議の記録』グランまま社 1994
- 『いじわるコンキチ』教育画劇 小学生の道徳1年　1996
- 『こころのえほん』ポプラ社 1999
- 『一ねんせいってどんなかな? 社会 もうすぐ1年生』教育画劇のかみしばい 2000
- 「あいちゃんとエレくんのえほん」ポプラ社

いないいないばー　2003
おいしいおいしい 2003
こちょこちょ 2003
- 『きこえてくるよ』ポプラ社 2003
- 『ねこのシェリー』長崎出版 2006
- 『絵本と童話の作り方』なかえよしを作 上野紀子,奥谷敏彦絵 長崎出版 2007
- 『ぼくのへんてこロボット』教育画劇のかみしばい 2010
- 『ごあいさつ』ポプラ社 2014
- 『だーれだ』ポプラ社 2014